# 杨劲松
杨劲松（1966年—），云南丽江人，纳西族，中华人民共和国政治人物、第十二届全国人民代表大会云南地区代表。
毕业于云南大学国际传媒管理专业。担任云南世博集团昆明国际会展中心副总经理。2008年起担任全国人大代表。2013年，担任全国人大代表。